# Paul Ceresole
Pour les articles homonymes, voir la famille Cérésole ou Ceresole.
Paul Ceresole, né le 16 novembre 1832 à Friedrichsdorf (originaire de Vevey) et mort le 7 janvier 1905 à Lausanne, est une personnalité politique suisse, membre du Parti libéral. Il est conseiller fédéral de 1870 à 1875 et président de la Confédération en 1873.

## Biographie
Paul est le fils d'Auguste Ceresole, pasteur protestant et professeur établi à Vevey en 1819, et de Sophie Köster. Il est le second de sept enfants. Le grand-père paternel est un officier médecin, mort de la peste pendant la campagne d'Égypte.
Paul Ceresole épouse Emma Secretan. Le couple a dix enfants, dont le mathématicien et pacifiste Pierre Ceresole.
Paul Ceresole étudie le droit à Lausanne puis exerce comme avocat à Vevey et Lausanne. Lors de ses études, il devient membre de la société suisse des étudiants de Zofingue.
Engagé à la tête du parti libéral, il siège dans le canton de Vaud au Grand Conseil (législatif, à trois reprises entre 1862 et 1898) et au Conseil d'État (exécutif, 1862-1866).
Au niveau fédéral, il est conseiller national (1866-1870 et 1893-1899) et juge fédéral (1867-1870), avant d'être élu conseiller fédéral en 1870.
À l'armée, il est colonel en 1870. Il commande la 1re division dès 1878 et le premier corps d'armée de 1891 à 1898.